# 曹山本寂
曹山本寂（840年—901年），俗姓黃，法號本寂，謚號元証大師，泉州莆田（今福建莆田）人，唐代禪宗高僧，洞山良弟子，為曹洞宗第二祖。

## 生平
本寂禪師十九歲於福州福唐靈石山剃髮出家，二十五歲受具足戒，成為比丘。後前往洞山良价處參訪，成為他的弟子，洞山良价將雲巖禪師的《寶鏡三昧》傳給他。
本寂禪師後來到撫州曹山（今江西省宜黄县境內）居住並教授弟子。
師於天復元年（901）六月，焚香安坐而終，世壽六十二歲。僧臘三十七。葬全身於曹山之西阿，塔曰福圓。敕諡「元證禪師」。

## 法嗣

### 師承
- 洞山良价

### 弟子
- 曹山慧霞
- 育王弘通
- 金峰從志 [1]
- 鹿門處真
- 荷玉光慧

## 著作
著有《寒山子诗集注》、《解释洞山五位显诀》。弟子收集他的語錄，編成《撫州曹山本寂禪師語錄》。

## 外部連結
- 《撫州曹山本寂禪師語錄 》  （页面存档备份，存于）
- 金代河北之曹洞宗 （页面存档备份，存于）
- 农历六月十六 曹洞宗二祖曹山本寂禅师圆寂日 （页面存档备份，存于）